# Brasão de armas do Egito
O Brasão de armas do Egito (em árabe: شعار مصر) é composto por uma águia dourada a olhar para a esquerda (dexter).

## Descrição
A "Águia de Saladino" detém uma inscrição nas suas garras em que o nome do estado aparece escrito em árabe, Jumhuriyat Misr al-Arabiya ("República Árabe do Egito"). A águia carrega no seu peito um escudo com as cores da bandeira - mas com uma vertical, em vez de uma configuração horizontal. Durante a união com a Síria na República Árabe Unida (1958-1961), e até 1971, a águia detinha duas estrelas neste lugar. Entre 1972 e 1984, a águia foi substituída pelo falcão de Qureish em ouro, como parte do simbolismo da Federação das Repúblicas Árabes.O brasão fica localizado no centro da bandeira egipcia que tem 2 metros de largura e 3 de comprimento.
A águia como símbolo de Saladino é contestada por arqueólogos. O símbolo de uma águia foi encontrado no oeste do muro da cidadela do Cairo (construída por Saladino), e por isso é assumida por muitos de ser o seu símbolo pessoal. Há, no entanto, pouco a defender esta prova. Ele foi posteriormente adoptado por vários outros Estados árabes (Iraque, a Palestina e o Iémen).